# St. Georg (Aixheim)

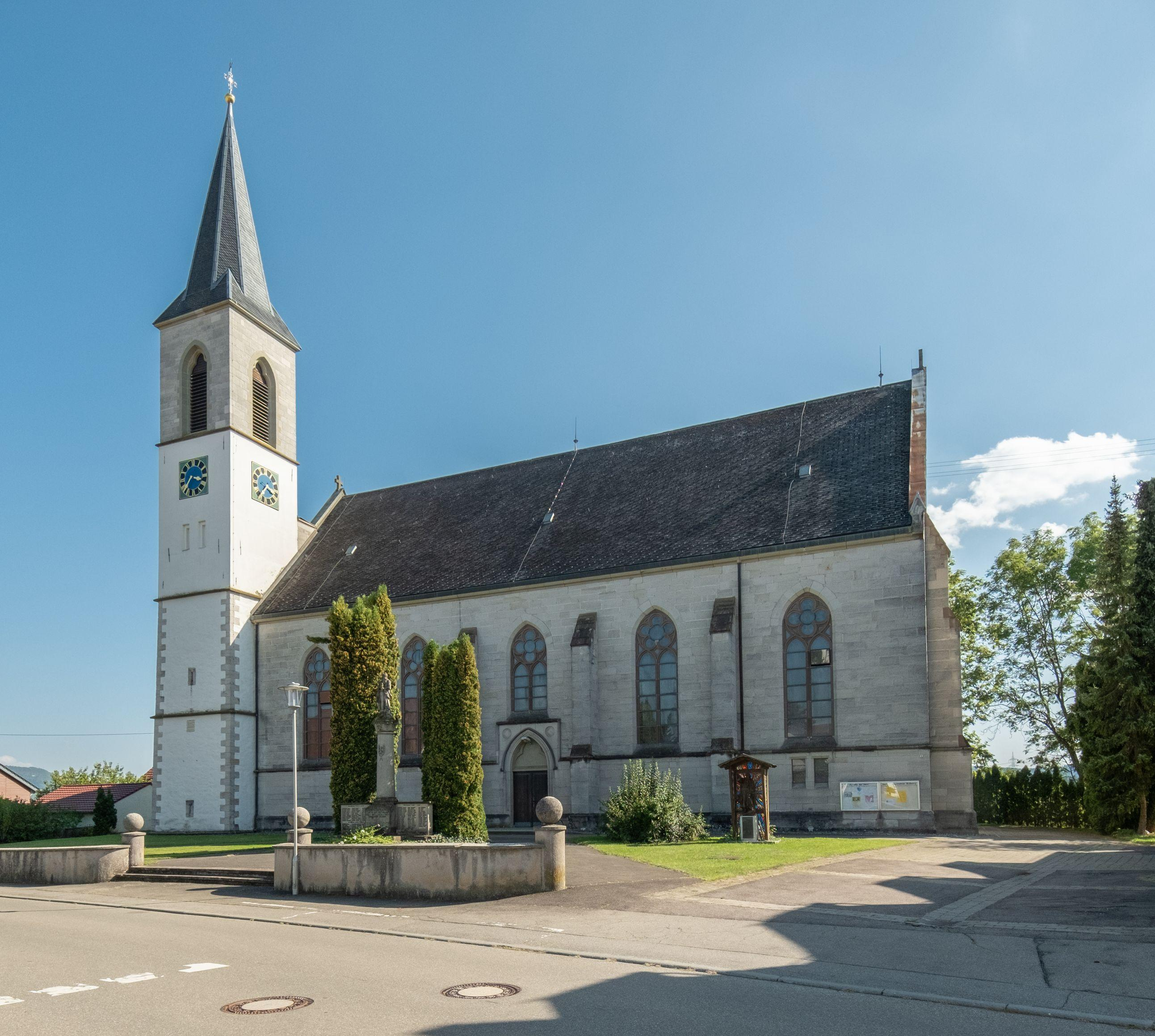
St. Georg

Die römisch-katholische Pfarrkirche St. Georg steht in Aixheim, einem Ortsteil der Gemeinde Aldingen im Landkreis Tuttlingen in Baden-Württemberg. Die Pfarrei gehört zum Dekanat Tuttlingen-Spaichingen in der Diözese Rottenburg-Stuttgart. Sie steht als Kulturdenkmal gemäß § 2 DSchG unter Denkmalschutz. 

## Geschichte
Der Standort der heutigen Kirche war bereits im Mittelalter kirchlich besetzt. Archäologische Funde und historische Quellen weisen darauf hin, dass spätestens im 13. Jahrhundert eine Kirche mit umliegendem Kirchhof bestand. Bereits 1275 wird ein „Pfarr-Rektor“ in Aixheim urkundlich erwähnt, was eine eigenständige Pfarrei anzeigt. Diese frühe Kirche befand sich in unmittelbarer Nähe zur Burganlage des örtlichen Adelsgeschlechts auf dem Burgbühl, das 1086 mit „Benno von Aichheim“ erstmals genannt wird. Im Laufe der Jahrhunderte erfuhr der Kirchenbau zahlreiche Veränderungen. Ein Neubau oder größerer Umbau ist für das Jahr 1730 belegt, wie eine Inschrift an den unteren Turmgeschossen der heutigen Kirche ausweist. Diese barocke Vorgängerkirche bestand bis zum Ende des 19. Jahrhunderts und wurde schließlich wegen baulicher Mängel und wachsender Gemeindegröße abgebrochen.
Die heutige Pfarrkirche St. Georg wurde in den Jahren 1902 bis 1904 nach den Plänen des Stuttgarter Architekten Wilhelm Pohlhammer errichtet. Der Bau bezog die unteren zwei Geschosse des barocken Kirchturms von 1730 ein, die aufgestockt und in die neugotische Gesamtgestaltung eingebunden wurden. Die feierliche Weihe der neuen Kirche fand am 1. September 1904 durch den Rottenburger Diözesanbischof Paul Wilhelm von Keppler statt.
Im Zuge einer umfassenden Innenrenovierung in den Jahren 1986 bis 1992 wurden liturgische Anpassungen vorgenommen. Im Jahr 2019 wurde eine weitere umfassende Innenrenovierung durchgeführt.

## Ausstattung

### Hochaltar
Der neugotische Hochaltar wurde vom Bildhauer Franz Xaver Müller aus Saulgau geschaffen. In der oberen Partie ist die Kreuzigungsszene mit Maria und Johannes dargestellt. Rechts darunter sieht man Melchisedek mit Brot und Wein – ein Verweis auf das Alte Testament – sowie links Jesus bei der Einsetzung der Eucharistie. Das Zentrum des Altars bildet eine Aussegnungsnische: Während der Osterzeit steht hier eine Statue des auferstandenen Christus, außerhalb dieser Zeit wird sie durch ein Kreuz ersetzt. Über der Nische thront der heilige Georg als Drachentöter. Diese Figur wurde erst 1961 nachträglich ergänzt und vom Bildhauer Erwin Knirsch aus Bodman gestaltet. Die Türen des Tabernakels tragen ein Relief der Verkündigungsszene.
Bei der Renovierung 1986 wurden ein neuer Zelebrationsaltar und ein Ambo durch den Bildhauer Hubert Elsässer aus Gröbenzell gefertigt.

### Seitenaltäre
Der rechte Seitenaltar zeigt den heiligen Josef auf dem Sterbebett, in Gegenwart von Maria und Jesus. Zur Seite stehen ihm zwei Heilige: links der heilige Wendelin, Patron der Landwirte, und rechts der heilige Sebastian, Patron der Schützen und Helfer bei Pest und Seuchen.
Der linke Seitenaltar ist der Gottesmutter Maria gewidmet. Sie erscheint als thronende Madonna mit dem Jesuskind auf dem Schoß. Musizierende Engel deuten auf die weihnachtliche Geburt Christi in Betlehem hin.

### Kanzel
Die monumentale Kanzel ist mit Darstellungen der vier Evangelisten Matthäus, Markus, Lukas und Johannes versehen.

### Orgel
Die Orgel mit 20 Registern auf zwei Manualen und Pedal wurde 1904 durch die Orgelbauwerkstätte Gebrüder Späth erbaut.